# Sanzenrode
Sanzenrode ist eine Wüstung in der Gemeinde Ebersburg im Landkreis Fulda. Vermutlich befindet sich am Ort heute der Seeshof.

## Geografische Lage
Die Wüstung liegt auf einer Höhe von 375 m über NN in der Gemarkung Weyhers, ungefähr ein Kilometer westlich von Weyhers.

## Geschichte
Erstmals erwähnt wurde der Ort im Jahr 1000 zusammen mit Leimbach (?) und Bennenrode im Codex Eberhardi. 1366 und 1503 gab es urkundliche Erwähnungen zusammen mit Dietershausen. 1466 verpfändet Abt Reinhard von Weilnau einen Hof zu Dietershausen und die wüsten Äcker zu Satzenrode an Hans von Ebersberg genannt von Weyhers. Letztmals erwähnt wurde der Ort 1503. Möglicherweise sind Reste der untergegangenen Siedlung im Bereich des heutigen Einzelhofs Seeshof aufgegangen.
Historische Namensformen sind Sancenrode, Sancenrohd, Salczenrode, Satzenrode und Santzenrode.